# محمد السيد (شاعر عامية)
محمد السيد (1982 -) هوشاعر عامية سكندري مصري.

## حياته ومسيرته
اشتهر محمد السيد بتأليف الأغاني بدءًا من عام 2008 وصدر له عدة دواوين شعر عامية وحاز على عدة جوائز أهمهم (المركز الثاني في مسابقة أفضل شاعر عامية على مستوى الجمهورية في مسابقة كتاب اليوم بالتعاون مع مكتبة الأسرة وأخبار اليوم عام 2010) وجائزة أحمد فؤاد نجم عام 2015.

## أهم أعماله
- ديوان التلت الأسود في العلم 2010 عن دار أخبار اليوم.[2]
- ديوان أبيض غامق 2011 عن دار دون.[3]
- حمزة نمرة: «التغريبة»[4]، وهي من أشهر أغاني حمزة نمرة، و«دوري يا دنيا»[5] و«بلدي يا بلدي»[6] و«لسه العدل غياب».[7]
- ياسر المناوهلي: «ايه الجديد»[8]، و«ريما».[9]
- مصطفى رزق: «حبة وجع»، و«أنا مروح».
- مصطفى عاطف: حلقات برنامج «شكرا حبيبى»، و«صليت عليه».
- مسار اجبارى: «الحكومة»، و«اجبارى المسار».
- محمدمحسن: «عرقين خشب».[10]
- محمد النحاس: «انا مش أسف ياريس»، و«الفتنة ام بتاعه»، و«حالاقاتك برجالاتك»، و«تانى التحرير»، و«كان يا ماكان».
- عبد الله الحسينى: «انزل غلاسة»[11]، و«يابكره»، و«كلمتين ياريس».[12]
- هايدى: «قهوة بلدى»، و«قلبى العيل».[13]
- احمدحمدى: «جبريل»[14]، و«ولابوكى»
- محمدالمهدي: «استعباط».[15]
- على الالفى: «مريم»[16]، و«خلعوك فقالوا».[17]
- هشام شوقى: «سلمها بالاصول»[18]، و«سؤال برئ»[19]، و«دستور يا بتوع الدستور».[20]